# Carl Otto Rechenberg
Carl Otto Rechenberg (Lipsia, 26 novembre 1689 – Lipsia, 7 aprile 1751) è stato un giurista, poeta e storico tedesco.

## Biografia
Carl Otto fu l'unico figlio sopravvissuto all'infanzia di Adam Rechenberg. Sua madre era Susanne Katherina (m. agosto 1726), figlia del teologo Philipp Jacob Spener, che si impegnò molto nella sua educazione e lo fece istruire da tutor privati e allaThomasschule di Lipsia. Presto acquisì le competenze per frequentare l'Università di Lipsia, dove frequentò lezioni di filosofia e diritto presso Gottfried Olearius, Johann Burckhardt Mencke, Christian Wolff, Lüder Mencke, Christian Gottfried Franckenstein (1661–1717), Christoph Schreiter e Gottlieb Gerhard Titius (1661-1714).
Nel 1709 conseguì il titolo accademico di master in filosofia e nel 1710 il dottorato presso l'Università di Wittenberg come dottore in giurisprudenza. Quando tornò a Lipsia, tenne lezioni di storia e diritto che erano molto frequentate. Nel 1711 gli fu conferita la cattedra di diritto naturale e internazionale che era stata appena istituita. Nel 1715 divenne professore ordinario con il titolo di Verborum Significatu et Regulis Juris . Nel 1720 fu promosso professore di Istituzioni di Giustiniano e Digesto. A questo ruolo era legato quello di canonico dei conventi di Naumburg e Zeitz e di perito presso il tribunale superiore di corte di Lipsia.
Dopo aver acquisito anche la carica di decano di comunità nel 1723, divenne professore del Corpus Iuris Civilis associato alla posizione di canonico di Meißen nel 1727. Nel 1734 divenne infine professore di Decretali e presidente del tribunale di corte. Nel 1735 fu nominato consigliere di giustizia per la corte reale polacca e l'elettore sassone. Fu anche poeta e storico. Rechenberg fu anche rettore dell'Alma Mater nel semestre invernale del 1717.
Rechenberg si sposò due volte. Una prima volta il 26 novembre 1715 con Magarethe Regine (m. Lipsia, 30 novembre 1720), figlia dell'avvocato di Lipsia Dr. Leonhard Baudis (Liegnitz, 18 febbraio 1651 - Lipsia, 8 novembre 1709). Il suo secondo matrimonio fu nel 1726 con Christiane Sophie Schneider, vedova di Seelen.

## Opere

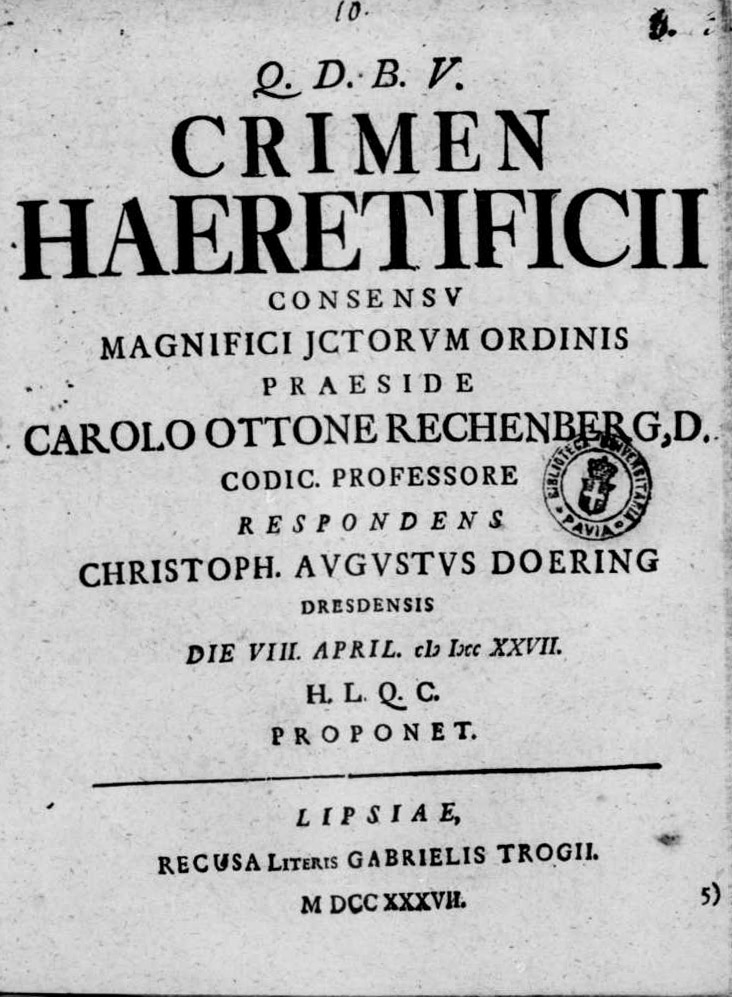
Crimen haeretificii, 1737

- Institutiones Juris prudentiae naturalis
- Regulae iuris privati quo utimur nauralis romani canonici patrii, Lipsia 1726.
- Institutiones iuris publici
- (LA) Crimen haeretificii, Lipsia, Gabriel Trog, 1737.
- Ordinarius senior et ceteri doctoris facultatis iuridicae memoriam Bornianam d. XII. Iunii MDCCXXXVIII solemnia oratione celebrandam indicunt, Lipsia 1738.